# SI-14
La SI-14 es una vía de comunicación que pertenece a la Red Local de 2º Orden de Carreteras del Principado de Asturias. Tiene una longitud de 4,58 km y une la localidad sierense de Lieres con la yerbata de La Cruz.
Comienza en un cruce con la carretera N-634, en Lieres; y finaliza en el cruce con la carretera AS-324 en La Cruz.
Antes de abandonar Lieres, pasa muy cerca de la Mina de Solvay (hoy ya cerrada), hasta alcanzar las glorietas de enlace con la AS-119 (km 1,25), que la comunicar con la A-64 y la localidad de El Entrego.
Posteriormente, atraviesa las aldeas de La Cotaya, Los Cañales, L'Acebal y Les Texeres, antes de llegar al pueblo de La Cruz. Un tramo de aproximadamente 3 km y con una pendiente media del 7%.
Abandona Siero y recibe por la izquierda la BI-1, adentrándose en Bimenes, para morir 200 metros más adelante en la AS-324.
Es una carretera plagada de numerosas curvas y poca anchura. Ha visto reducida la cantidad de tráfico debido a la construcción de la AS-119, principal vía de enlace de Siero con Bimenes.